# Wojciech Łada

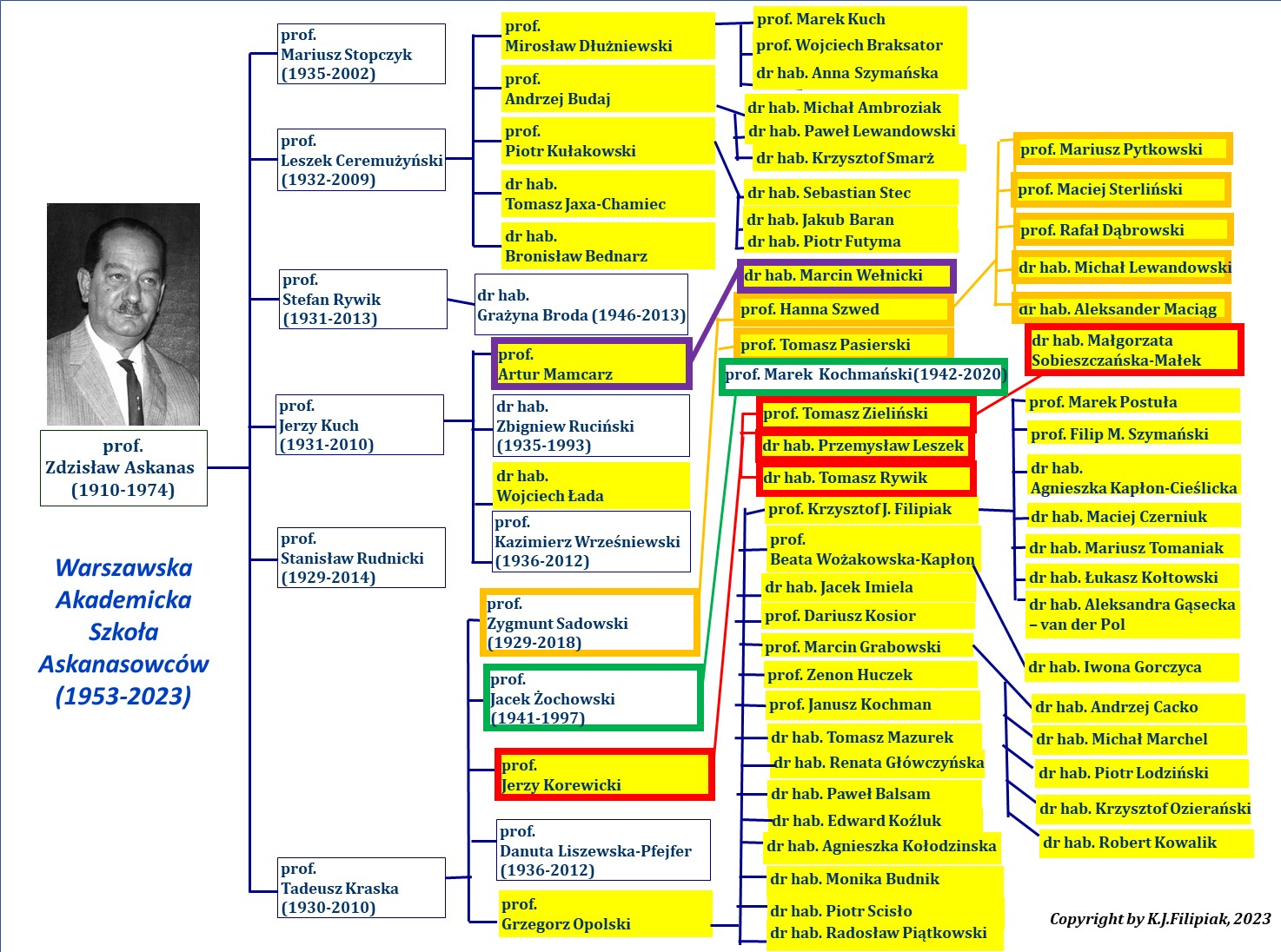
Drzewo genealogiczne przedstawicieli Warszawskiej Akademickiej Szkoły Kardiologii założonej przez prof. Zdzisława Askanasa, do której się zalicza się dr hab. Wojciech Łada

Wojciech Łada – polski lekarz, kardiolog, doktor habilitowany nauk medycznych, nauczyciel akademicki Warszawskiego Uniwersytetu Medycznego. Kontynuator Warszawskiej Akademickiej Szkoły Kardiologii, wywodzącej się od prof. Zdzisława Askanasa (tzw. Szkoły Askanasa).

## Życiorys
Ukończył studia w Akademii Medycznej w Warszawie. Stopień naukowy doktora nauk medycznych uzyskał pod kierunkiem Jerzego Kucha. W 1983 roku otrzymał stopień naukowy doktora habilitowanego nauk medycznych. 
Został kierownikiem III Kliniki Chorób Wewnętrznych i Kardiologii II Wydziału Lekarskiego z Oddziałem Nauczania w Języku Angielskim oraz Oddziałem Fizjoterapii Akademii Medycznej w Warszawie i profesorem nadzwyczajnym tej uczelni (także po jej przekształceniu w Warszawski Uniwersytet Medyczny).